# مستصفرة العشب السجادي
مستصفرة العشب السجادي أو تقرح الموالح (الاسم العلمي: Xanthomonas axonopodis) هي نوع من البكتيريا يتبع جنس المستصفرة من الفصيلة المستصفرية.